# Ptychopariida
De Ptychopariida zijn een orde van grote trilobieten die enkele van de meest bekende soorten bevat. De vroegste soorten kwamen voor in de tweede helft van het Vroeg-Cambrium, en de laatste soort overleefde het uitsterven van het Ordovicium-Siluur niet.
De trilobieten hebben gezichtshechtingen die langs de rand van de glabella en/of fixigena lopen naar het schouderpunt waar het cephalon de thorax ontmoet. Deze hechtingen markeren het cranidium, of het belangrijkste, centrale deel van het hoofd dat de librigena (vrije wangen) niet omvat. De ogen liggen mediaal langs de glabella op de hechtlijn (en sommige soorten hebben geen ogen). De fossielen van de vervelling van trilobieten zijn vaak te onderscheiden van de fossielen van de werkelijke dieren door te kijken of de librigena aanwezig is. De librigena, of wangstekels, laten los tijdens de rui. Bij ptychopariiden zijn vaak korte bladachtige genale stekels aanwezig op de toppen van de librigena.
De thorax is groot en bestaat meestal uit acht of meer segmenten. De thorax is meestal veel langer dan het pygidium, dat meestal klein is. Bij sommige soorten is het pygidium omlijnd met een vlakke rand.
De onderklasse Librostoma is onlangs opgericht om verschillende verwante orden te omvatten, waaronder Ptychopariida, Asaphida, Proetida, Harpetida en mogelijk Phacopida. Deze staan nu bekend als de 'Librostome Orders'. Trilobieten van de orden Proetida, Harpetida en van de familie Damesellidae werden oorspronkelijk in Ptychopariida geplaatst.

## Taxonomie
Onderorde Olenina
- Superfamilie Olenoidea
  - Ellipsocephaloididae
  - Olenidae
- Superfamilie Incertae sedis
  - Geslacht Triarthrus

Onderorde Ptychopariina
- Superfamilie Ellipsocephaloidea
  - Agraulidae
  - Aldonaiidae
  - Bigotinidae
  - Chengkouiidae
  - Ellipsocephalidae
  - Estaingiidae
  - Palaeolenidae
  - Yunnanocephalidae
- Superfamilie Ptychoparioidea
  - Acrocephalitidae
  - Alokistocaridae
  - Antagmidae
  - Asaphiscidae
  - Atopidae
  - Bolaspididae
  - Cedariidae
  - Changshaniidae
  - Conocoryphidae
  - Conokephalinidae
  - Crepicephalidae
  - Diceratocephalidae
  - Elviniidae
  - Eulomidae
  - Holocephalinidae
  - Ignotogregatidae
  - Inouyiidae
  - Isocolidae
  - Kingstoniidae
  - Liostracinidae
  - Llanoaspididae
  - Lonchocephalidae
  - Lorenzellidae
  - Mapaniidae
  - Marjumiidae
  - Menomoniidae
  - Nepeidae
  - Norwoodiidae
  - Papyriaspididae
  - Phylacteridae
  - Proasaphiscidae
  - Ptychopariidae
  - Shumardiidae
  - Solenopleuridae
  - Tricrepicephalidae
  - Utiidae
  - Wuaniidae
- Superfamilie Incertae sedis
  - Geslacht Tonopahella

Onderorde incertae sedis
- Avoninidae
- Catillicephalidae
- Ityophoridae
- Plethopeltidae